# تريومف تايجر كوب
تريومف تايجر كوب (بالإنجليزية: Triumph Tiger Cub)‏ هي دراجة نارية بمحرك ذو إسطوانة واحدة سعة 200 سي سي من تصنيع شركة تريومف البريطانية تم إنتجها في الفترة من 1954 حتى 1956 باسم تي -20 تايجر كوب .